# Bachata en Fukuoka
«Bachata en Fukuoka» es el primer sencillo publicado por el cantautor dominicano Juan Luis Guerra para su álbum A son de guerra. Logró el número uno en la lista Hot Latin Tracks en 2010.

## Contexto
"Bachata en Fukuoka" está basado en el viaje que Juan Luis Guerra hizo a Fukuoka, Japón, donde actuó y se impresionó por el hecho de que los lugareños podían cantar y bailar bachata, merengue, y mambo. Escribió la canción mientras estaba ahí.

## Videoclip
En el vídeo, dirigido por Simon Brand, un trozo de papel cae misteriosamente frente a una anciana japonesa que camina por una acera de la ciudad. Ella lo recoge, lo reconoce de inmediato (un dibujo de un patrón en espiral similar a una concha de nautilus) y rápidamente aborda un autobús que sale de la ciudad hacia la playa. Mientras está a bordo, vuelve a ser una mujer joven, luego decide bajarse del autobús que avanza lentamente y viajar a la playa en bicicleta. Cuando finalmente llega a la playa, encuentra a un joven familiar parado en el centro del mismo patrón en espiral del papel, dibujado a gran escala en la arena, y comienzan a bailar apasionadamente .juntos, primero en el suelo y luego flotando en el aire. Al final del video, tanto la mujer como su pareja de baile han vuelto a la vejez, pero siguen bailando en la playa.

## Rendimiento en listas
Bachata en Fukuoka logró el número uno en algunas de las listas de popularidad durante la semana del 5 de junio de 2010, desplazando a la canción de Diego Torres, "Guapa". Bachata en Fukuoka la segunda bachata en lograr el número 1 durante 2010, después de la canción de Aventura  "Dile al Amor".
| Ranking (2010)                   | Máxima posición |
| -------------------------------- | --------------- |
| Billboard Hot Latin Tracks       | 1               |
| Billboard Latin Tropical Airplay | 1               |
| Billboard Heatseekers Songs      | 14              |
| Billboard Radio Songs            | 73              |